# Hatebreeder
Hatebreeder — другий студійний альбом групи Children of Bodom, виданий у 1999 році.

## Про альбом
Буклет диска вміщував тексти пісень «Warheart», «Silent Night, Bodom Night», «Bed of Razors», «Towards Dead End», «Children of Bodom» і «Downfall».
Це був перший альбом для групи, зіграний на гітарах з настройками «D G C F A D».

## Список композицій
Автор слів Алексі Лайхо (окрім «Silent Night, Bodom Night», написаного Кімберлі Госс), автор музики Алексі Лайхо (окрім «Bed of Razors», написаного Александром Куоппала). «No Commands» написана Янне Йоутсенніємі и Роопе Латвала. 
| #   | Назва                                                             | Тривалість |
| --- | ----------------------------------------------------------------- | ---------- |
| 1.  | «Warheart»                                                        | 4:08       |
| 2.  | «Silent Night, Bodom Night»                                       | 3:12       |
| 3.  | «Hatebreeder»                                                     | 4:19       |
| 4.  | «Bed of Razors»                                                   | 3:57       |
| 5.  | «Towards Dead End»                                                | 4:54       |
| 6.  | «Black Widow»                                                     | 3:58       |
| 7.  | «Wrath Within»                                                    | 3:52       |
| 8.  | «Children of Bodom»                                               | 5:13       |
| 9.  | «Downfall»                                                        | 4:33       |
| 10. | «No Commands» (кавер-версія Stone бонусний трек в Deluxe Edition) | 4:44       |

Всі аранжировки написані Алексі Лайхо і Children of Bodom.

## Учасники запису
- Алексі Лайхо — вокал, соло-гітара
- Александр Куоппала — ритм-гітара
- Янне Вірман — клавишні
- Хенкка Сеппяля — бас-гітара
- Яска Раатікайнен — ударні

Запрошені музиканти
- Кімберлі Госс — скримінг

## Чарти
| Чарт                                               | Позиция |
| -------------------------------------------------- | ------- |
| Фінляндія Finnish Albums (Suomen virallinen lista) | 6       |
| Німеччина German Albums (Media Control)            | 76      |